# Thánh John tẩy giả (Leonardo)
Thánh John tẩy giả (tiếng Anh: Saint John the Baptist) là một bức tranh sơn dầu thời Phục hưng được vẽ trên gỗ óc chó của danh họa người Ý Leonardo da Vinci. Bức tranh có khả năng được hoàn thành từ năm 1513 đến năm 1516 và được cho là bức tranh cuối cùng của ông. Kích thước ban đầu của nó là 69 x 57 cm (27 in × 22 in).
Bức tranh nằm trong bộ sưu tập của Louvre. Vào tháng 11 năm 2022, nó được cho Louvre Abu Dhabi mượn trong hai năm nhân dịp kỷ niệm 5 năm thành lập bảo tàng.